# Gilera
Gilera je italijanski proizvajalec motornih koles. Podjetje je ustanovil Giuseppe Gilera leta 1909 v Arcoru, Italija. Leta 1969 je Gilero prevzel koncern Piaggio.

## Galerija
- Gilera 5004C]
- 1947 Gilera Saturno
- 1989 Gilera Nuovo Saturno Bialbero

## Moderni motorji
- Gilera Citta
- Gilera Cougar
- DNA
- Gilera Fuoco
- GFR
- GP800
- Ice
- Nexus
- Nordwest
- Runner
- Nuovo Saturno
- Stalker (znan tudi kot SKP)
- Storm
- RCR
- SMT
- CX
- MXR